# 1 Волопаса
1 Волопаса (лат. 1 Boötis, HD 119055) — кратная звезда в созвездии Волопаса на расстоянии приблизительно 318 световых лет (около 97,6 парсеков) от Солнца.

## Характеристики
Первый компонент (CCDM J13407+1958A) — белая звезда спектрального класса A0IV, или A1V, или A2. Видимая звёздная величина звезды — +5,7m. Масса — около 2,671 солнечных, радиус — около 2,665 солнечных, светимость — около 56,273 солнечных. Эффективная температура — около 9551 K.
Второй компонент (CCDM J13407+1958B) — жёлто-белая Am-звезда спектрального класса A3-F8, или F8d. Видимая звёздная величина звезды — +8,6m. Радиус — около 0,96 солнечного, светимость — около 1,314 солнечной. Эффективная температура — около 6319 K. Удалён на 4,7 угловых секунды.
Третий компонент (AG+20 1441) — жёлтая звезда спектрального класса G5. Видимая звёздная величина звезды — +12,23m. Радиус — около 1,31 солнечного, светимость — около 2,678 солнечных. Эффективная температура — около 6439 K. Удалён на 88,6 угловых секунды.
Четвёртый компонент (WDS J13407+1957D). Видимая звёздная величина звезды — +7,38m. Удалён на 208,3 угловых секунды.

## Планетная система
В 2019 году учёными, анализирующими данные проектов HIPPARCOS и Gaia, у звезды обнаружена планета.